# Giacomo Carissimi
Giacomo Carissimi (batejat 18 d'abril de 1605 - 12 de gener de 1674) va ser un compositor italià, dels més eminents dels començaments del Barroc i un dels principals representants de l'Escola Romana de música. A més a més de ser un dels compositors més prolífics de misses, motets i cantates, se li atribueix haver fixat les característiques definitòries de l'oratori llatí.

## Biografia
De la seva infantesa se sap que va néixer a Marino, a uns 25 km de Roma, i que va ser batejat el 18 d'abril de 1605. No se sap amb certesa els estudis que va seguir, però als vint anys va aconseguir el càrrec de mestre de capella a Assís, càrrec que va ocupar durant uns quants anys. El 1628, va tenir el mateix càrrec a l'església de San Apolinar del col·legi Germanicum a Roma, on va tindre entre altres deixebles en Johann C Kerll, i que hi romandre fins a l'any de la seva mort.
Va rebre diverses ofertes per treballar en llocs importants de Venècia i Viena, incloent una oferta per assumir substituir Claudio Monteverdi a Venècia, però va declinar les ofertes. Va tenir nombrosos alumnes, entre ells, Marc-Antoine Charpentier i Alessandro Scarlatti. El 1637 va ser ordenat sacerdot jesuïta.
Elegit el 1649 mestre de capella pontifical, va introduir en les esglésies l'acompanyament de la música instrumental, i va ser el primer que va fer servir la cantata per a temes religiosos. El 1656 va compondre l'oratori Jephte, segons Anna Cazurra al seu llibre Introducció a la música: de l'antiguitat als nostres dies, el primer on apareix una sexta napolitana. El mateix any va conèixer la reina Cristina de Suècia, que es trobava en l'exili, i va compondre nombroses obres profanes en el seu honor.
La majoria de les seves obres es coneixen per còpies; els manuscrits originals es van perdre o van ser destruïts després de la dissolució de l'ordre dels jesuïtes el 1773.

## Obra

### Oratoris llatins
- Historia de Jephte
- Judicium Salomonis
- Jonas
- Damnatorum lamentatio
- Balthazar
- Diluvium universale
- Ezechia
- Felicitas beatorum
- Historia divitis
- Historia Davidis et Jonathae
- Historia di Job
- Judicium Dei extremum
- Martyres
- Vir frugi et pater familias

### Oratoris italians
- Santissima vergine
- Daniele profeta

### Misses
- Missa in Sol Maggiore a 8 voci senza basso continuo (Kyrie, Gloria, Credo)
- Missa in Do Maggiore a 4 voci
- Missa "sciolto havean de l'alte sponde" a 5 voci e instrumenti
- Missa "L'homme armé" a 12 voci
- Missa ut queant laxis
- Missa a quinque et novem in Do Maggiore
- Missa a 3 voci e basso continuo